# Antonio Donghi
Antonio Donghi (16 de marzo de 1897 - 16 de julio de 1963), fue un pintor italiano, especializado en escenas de vida privada, paisajes y naturalezas muertas.

## Biografía
Nacido en Roma, estudió en el Instituto di Belle Arti. Después de prestar servicio en la Primera Guerra Mundial, estudió arte en Florencia y Venecia y muy pronto se convirtió en una de las principales figuras del neoclasicismo, movimiento surgido en los años 20. Poseedor de una refinada técnica, la obra de Donghi se caracteriza por una composición de líneas bien definidas, la claridad espacial y una aparente trivialidad del objeto. Su obra presenta reminiscencias de Piero della Francesca y, sobre todo, de Georges Seurat, cuyas escenas de la vida cotidiana se caracterizan también por esa aparente ligereza de las situaciones. Las naturalezas muertas de Donghi consisten a menudo en un jarrón de flores de pequeño tamaño, representado con una simetría próxima al arte naif. Donghi fue aclamado tanto por el público como por la crítica y en 1927 obtuvo el primer premio en la International Exhibit at thje Carnegie Institute en Pittsburg.
En los años 40, el trabajo de Donghi se alejó del modernismo al mismo tiempo que menguaba su popularidad, aunque nunca dejó de exponer. En sus últimos años se concentró principalmente en la realización de paisajes, pintados con diseños lineales. Murió en Roma en 1963.
La mayoría de las obras de Donghi se encuentran en colecciones de arte italianas, principalmente en el Museo di Roma.